# Cratere Beer (Marte)
Beer  è un cratere sulla superficie di Marte.
Il cratere è dedicato all'astronomo tedesco Wilhelm Beer.